# Charniodiscus
Charniodiscus es un fósil de Ediacara que en vida probablemente fue un filtrador estacionario que vivía anclado a un fondo marino arenoso. 

## Descripción
El organismo tenía rizoide, tallo y fronda. El asidero tenía forma bulbosa y el tallo era flexible. La fronda estaba segmentada y tenía la punta puntiaguda. Había dos formas de crecimiento: una con un tallo corto y una fronda ancha, y otra con un tallo largo, elevando una fronda más pequeña unos 50 centímetros (20 pulgadas) por encima del soporte. Si bien el organismo se parece superficialmente a las plumas marinas (cnidaria), probablemente no sea un animal del grupo de la corona.

## Descubrimiento
Charniodiscus se encontró por primera vez en el bosque de Charnwood en Inglaterra y fue nombrado por Trevor D. Ford en 1958. El nombre se deriva del hecho de que Ford describió un anclaje que constaba únicamente de un doble círculo concéntrico, y su especie se denominó Charniodiscus concentricus. Posteriormente se descubrió que una fronda (Charnia masoni) formaba parte de un organismo estrechamente relacionado. Charnia se diferencia en la estructura ramificada de la fronda.

## Taxonomía
Se conocen especímenes de Charniodiscus en todo el mundo que datan de hace entre 565 a 555 millones de años.
Las especies se distinguen por el número de segmentos, la presencia o ausencia de espinas distales y las proporciones de forma.
Se considera que otras especies descritas, C. arboreus, C. longus, C. oppositus y C. spinosus pertenecen a su propio género Arborea, que a veces se considera sinónimo de Charniodiscus. Es necesario volver a estudiar el estado de C. yorgensis.